# 869 Меллена
869 Меллена (869 Mellena) — астероїд головного поясу, відкритий 9 травня 1917 року.
Тіссеранів параметр щодо Юпітера — 3,323.